# Gereformeerde kerk (Wissenkerke)
De Gereformeerde kerk, ook wel bekend als De Uitkomst, is een voormalig kerkgebouw in de Noord-Bevelandse plaats Wissenkerke, gelegen aan de Ooststraat. Het gebouw uit 1868 werd in 1981 verkocht aan een muziekvereniging en buiten gebruik gesteld voor de eredienst.

## Geschiedenis
In 1868 kon de Afgescheiden Gemeente in Wissenkerke een eigen kerkgebouw in gebruik nemen, gefinancierd door Pieter Kallewaard. Het betrof een eenvoudige zaalkerk met rondboogvensters. Nadat er een samenwerkingsverband ontstond met de plaatselijke hervormde gemeente uit de Opstandingskerk werd besloten de twee gemeentes te fuseren. In 1980 werd het Gereformeerde kerkgebouw buiten gebruik gesteld en verkocht aan de muziekvereniging Apollo. Voor deze nieuwe bestemming werd het gebouw verbouwd met behulp van subsidie van het Anjerfonds en de gemeente Wissenkerke. Op 7 augustus 1981 werd het nieuwe onderkomen geopend.

## Orgel
In 1925 werd voor 500 gulden een orgel gekocht uit de Gereformeerde Kerk van Baarland dat eerder ook al in de Nieuwe Kerk van Vlissingen had gestaan. Rond 1966 moest het orgel worden gerestaureerd maar vanwege hoge kosten werd aanvankelijk besloten om het orgel te verwijderen en te vervangen door een pneumatisch orgel. Op het laatste moment ontdekte orgelbouwer H.A. de Graaf uit Ede dat het orgel in 1767 was gebouwd door de prestigieuze orgelbouwer Pieter Müller, zoon van Christian Müller. Daar nu bleek dat het orgel oud en zeer waardevol was, werd alsnog besloten het orgel te restaureren en in oorspronkelijke staat terug te brengen. De kosten van de restauratie bedroegen 17.000 gulden. Op 29 mei 1968 werd het gerestaureerde orgel weer in gebruik genomen met een bespeling van organist Klaas Bolt.
Nadat de kerk werd gesloten, werd het orgel overgeplaatst naar de Opstandingskerk en in gebruik genomen als koororgel.
Dispositie van het Müller-orgel:
| Manuaal (C-d3) |
| -------------- |
| Holpijp 8      |
| Prestant 8 (D) |
| Octaaf 4 D     |
| Fluyt 4 B/D    |
| Quint 3        |
| Superoctaaf 2  |
| Mixtuur        |
| Tremulant      |